# Heinrich Tuckermann
Jakob Heinrich Ernst Tuckermann (* 9. Februar 1788 in Königsberg; † 30. Januar 1867 in Bonn) war ein preußischer Generalleutnant.

## Leben

### Herkunft
Heinrich war ein Sohn des königlichen Tribunalrates Friedrich Ferdinand Tuckermann (1747–1788) und dessen Ehefrau Friederike Dorothea, geborene Kurow (1758–1812). Sein Bruder August Friedrich Wilhelm (1784–1862) wurde Kreis- und Stadtgerichtsrat.

### Militärkarriere
Tuckermann immatrikulierte sich am 30. März 1803 an der Universität Königsberg, um Rechts- und Staatswissenschaften zu studieren. Als der Vierte Koalitionskrieg ausbrach, meldete er sich zur Armee und wurde am 6. Februar 1807 als Fähnrich im Füsilierbataillon „von Stutterheim“ angestellt. Er kämpfte 1807 bei Königsberg, an der Passarge sowie bei Tilsit und avancierte am 9. April 1807 zum Sekondeleutnant.
Nach dem Frieden von Tilsit wurde er am 22. Januar 1808 im 3. Ostpreußischen Infanterie-Regiment angestellt und absolvierte 1810/11 die Allgemeine Kriegsschule in Berlin, wo er Schüler von Scharnhorst war. Ende Februar 1812 folgte seine Versetzung in den Generalstab und Tuckermann nahm im gleichen Jahr während des Feldzuges gegen Russland an den Gefechten bei Eckau, Olai und Wollgund.
Ab dem 10. März 1813 hatte er eine Verwendung als Generalstabsoffizier bei Oberst von Klüx und stieg bis Ende November 1813 zum Stabskapitän auf. Während der Befreiungskriege befand er sich bei den Belagerungen von Glogau, Wittenberg, Philippeville und Givet sowie den Gefechten bei Champaubert, Fromentières, Étoges und der Schlacht bei Brienne. Im Gefecht bei Lizy wurde er verwundet. 
Am 13. Februar 1815 kam er als Kapitän in den Generalstab des Generals von Bose. Am 30. März 1817 wurde er mit Patent vom 2. April 1817 Major beim Besatzungskorps in Thionville und kam Anfang September 1818 zur 15. Division nach Köln. Daran schloss sich ab dem 30. März 1821 eine Verwendung beim Generalkommando des VIII. Armee-Korps in Koblenz an. Kurzzeitig war er vom 21. Juni bis zum 12. Juli 1825 zur Dienstleistung beim 28. und anschließend beim 25. Infanterie-Regiment kommandiert. Am 30. März 1829 wurde er als Bataillonskommandeur in das 29. Infanterie-Regiment versetzt. Im Jahr 1832 erhielt Tuckermann das Dienstkreuz und am 18. Januar 1833 zeichnete ihn seine Regimentschef Großherzog Leopold mit dem Ritterkreuz des Ordens vom Zähringer Löwen aus. Am 1. April 1835 wurde er zum Oberstleutnant und am 31. März 1837 zum Oberst befördert. Obwohl für eine Verwendung als Verbandskommandeur vorgesehen, konnte Tuckermann krankheitsbedingt keinen Regiment übernehmen.
Tuckermann wurde daraufhin am 18. August 1837 zum Kommandanten von Saarlouis ernannt und am 2. September 1835 dem 29. Infanterie-Regiment aggregiert. Nachdem sich sein Gesundheitszustand gebessert hatte, wurde er unter Beförderung zum Generalmajor am 22. März 1843 zum Kommandeur der 10. Infanterie-Brigade in Posen ernannt. Nach zweijähriger Dienstzeit übernahm Tuckermann den Posten als Kommandant von Stralsund. In dieser Stellung erhielt er anlässlich des Ordensfestes im Januar 1846 den Roten Adlerorden II. Klasse mit Eichenlaub. Unter Verleihung des Charakters als Generalleutnant nahm Tuckermann am 13. März 1847 mit der gesetzlichen Pension seinen Abschied. Er zog zurück in das Rheinland und starb am 30. Januar 1867 in Bonn.
In seiner Beurteilung aus dem Jahr 1846 schrieb der General von Wrangel: „Ein Offizier von moralischen Betragen, ehrenwerten Gesinnungen und vielseitiger Bildung, nebst ausgebreiteter Belesenheit. Im Dienst zeigt er reger Eifer und Tätigkeit. Er ist bemüht, das gute Einverständnis zwischen Militär und Zivil immer mehr zu befestigen. Seine Gesundheit scheint geschwächt zu sein.“

### Familie
Er heiratete am 2. Oktober 1816 in Schraplau Karoline Tuckermann, geb. Tuckermann (* 1795; 11. September 1852 in Bonn).